# Czech Tour
Czech Tour (v letech 2021 až 2022 Sazka Tour) je největší etapový závod profesionálních cyklistů na území Česka. První ročník se jel v roce 2009. Nejúspěšnějším cyklistou v krátké historii závodu je Leopold König se dvěma triumfy, který je momentálně ředitelem podniku. Zakladatelé Jaroslav Vašíček a Lenka Sentivanová 
Závod se od roku 2011 jezdil jako součást druhé divize s označením UCI Europe Tour 2.2, od ročníku 2015 se Czech Tour zařadila o kategorii výše do závodů série UCI Europe Tour 2.1.

## Etapová města
| Město            | Kraj                 | Start | Cíl |
| ---------------- | -------------------- | ----- | --- |
| Olomouc          | Olomoucký kraj       | 23    | 5   |
| Uničov           | Olomoucký kraj       | 6     | 11  |
| Šternberk        | Olomoucký kraj       | 1     | 9   |
| Mohelnice        | Olomoucký kraj       | 6     | 2   |
| Frýdek-Místek    | Moravskoslezský kraj | 1     | 5   |
| Dolany           | Olomoucký kraj       | 0     | 5   |
| Prostějov        | Olomoucký kraj       | 1     | 3   |
| Moravská Třebová | Pardubický kraj      | 1     | 1   |
| Ostrava          | Moravskoslezský kraj | 1     | 1   |
| Šumperk          | Olomoucký kraj       | 1     | 1   |
| Zábřeh           | Olomoucký kraj       | 2     | 0   |
| Jeseník          | Olomoucký kraj       | 1     | 0   |
| Svatý Kopeček    | Olomoucký kraj       | 0     | 1   |

## Seznam vítězů
| Rok  | Země                  | Jezdec            | Tým                                |
| ---- | --------------------- | ----------------- | ---------------------------------- |
| 2009 | Česko                 | Martin Hebík      | PSK Whirlpool–Author               |
| 2010 | Česko                 | Leopold König     | PSK Whirlpool–Author               |
| 2011 | Česko                 | Stanislav Kozubek | PSK Whirlpool–Author               |
| 2012 | Česko                 | František Paďour  | Whirlpool–Author                   |
| 2013 | Česko                 | Leopold König     | Česko (národní tým)                |
| 2014 | Dánsko                | Martin Mortensen  | Cult Energy–Vital Water            |
| 2015 | Česko                 | Petr Vakoč        | Etixx-Quick-Step                   |
| 2016 | Itálie                | Diego Ulissi      | Lampre–Merida                      |
| 2017 | Česko                 | Josef Černý       | Elkov–Author                       |
| 2018 | Rakousko              | Riccardo Zoidl    | Team Felbermayr–Simplon Wels       |
| 2019 | Jihoafrická republika | Daryl Impey       | Mitchelton–Scott                   |
| 2020 | Austrálie             | Damien Howson     | Mitchelton–Scott                   |
| 2021 | Itálie                | Filippo Zana      | Bardiani–CSF–Faizanè               |
| 2022 | Itálie                | Lorenzo Rota      | Intermarché–Wanty–Gobert Matériaux |
| 2023 | Německo               | Florian Lipowitz  | Bora–Hansgrohe                     |
| 2024 | Švýcarsko             | Marc Hirschi      | UAE Team Emirates                  |
| 2025 | Belgie                | Junior Lecerf     | Soudal–Quick-Step                  |